# George Noory
George Ralph Noory (sinh ngày 4 tháng 6 năm 1950) là một phát thanh viên và nhà nghiên cứu UFO người Mỹ. Kể từ tháng 1 năm 2003, Noory đảm nhận vai trò phát thanh viên chương trình trò chuyện đêm khuya Coast to Coast AM.  Chương trình này được hãng Premiere Networks cung cấp chung cho hàng trăm đài phát thanh ở Mỹ và Canada. Noory còn góp mặt trong chương trình truyền hình nổi tiếng Ancient Aliens trên kênh History Channel và Beyond Belief, một loạt video trực tuyến dựa trên đăng ký theo lượt do gaia.com giới thiệu và trình bày. 

## Tiểu sử
Noory lớn lên ở Detroit với hai em gái, có cha là người Ai Cập gốc Liban làm việc tại hãng Ford Motor Company và mẹ là người Mỹ gốc Liban. Ông được nuôi dạy theo đức tin Công giáo La Mã. Ông bắt đầu quan tâm đến hiện tượng huyền bí và UFO học từ khi còn nhỏ và gia nhập tổ chức nghiên cứu UFO NICAP hồi còn là thiếu niên. Noory cho biết hồi trẻ ông từng phục vụ chín năm trong Lực lượng Dự bị Hải quân Hoa Kỳ với cấp bậc trung úy.
Noory khởi đầu sự nghiệp phát thanh của mình trong vai trò là một phát thanh viên làm việc tại đài WCAR-AM của Detroit. Từ năm 1974–1978, ông làm nhà sản xuất tin tức và trưởng ban tin tức tại đài WJBK-TV ở Detroit. Về sau, ông chuyển sang làm giám đốc tin tức cho đài KMSP-TV ở Minneapolis và giám đốc tin tức tại đài KSDK-TV ở St. Louis. Ông được trao ba giải Emmy địa phương nhờ đạt thành tựu trong mảng tin tức truyền hình.
Ngay tại St. Louis, Noory đã đứng ra thành lập Norcom Entertainment, Inc., một công ty phát triển và tiếp thị các bộ phim đào tạo bằng video cho các cơ quan thực thi pháp luật và an ninh. Năm 1987, Noory và các đối tác của ông tại công ty Norcom Restaurants, Inc. đã cho mở Café Marrakesh and Oasis Bar tại Brentwood, Missouri. Chủ đề của nhà hàng này xoay quanh người lính giả tưởng người Anh là Đại tá William Berry đã khai trương cơ sở này sau một nhiệm vụ bí mật đầy thú vị tới Marrakesh.
Năm 1996, Noory tổ chức một chương trình phát thanh đêm khuya mang tên Nighthawk trên đài KTRS tại St. Louis, chương trình này đã thu hút sự chú ý của các giám đốc điều hành tại hãng Premiere Radio Networks, nhà cung cấp thông tin chính cho Coast to Coast AM. Coast to Coast AM là một chương trình trò chuyện trên đài phát thanh đêm khuya của Mỹ đề cập đến nhiều chủ đề khác nhau, nhưng thường gặp nhất là những chủ đề liên quan đến hiện tượng huyền bí, thuyết âm mưu và UFO nữa. Tháng 4 năm 2001, Noory trở thành người dẫn chương trình khách mời cho đài Coast to Coast AM trước khi thay thế Ian Punnett làm người dẫn chương trình đêm Chủ nhật. Tháng 1 năm 2003, sau khi Art Bell nghỉ hưu, Noory trở thành người dẫn chương trình đêm khuya trong tuần của Coast to Coast AM.
Tháng 12 năm 2012, Gaiam TV cho ra mắt Beyond Belief with George Noory, một webcast dựa trên lượt đăng ký theo dõi nhằm khám phá những điều chưa biết và bí ẩn của vũ trụ. Nhà nghiên cứu UFO Stanton Friedman đã có buổi diễn thuyết cuối cùng của mình với Noory tại Columbus, Ohio vào ngày 11 tháng 5 năm 2019 trước khi qua đời 2 ngày sau đó.
Tác giả và khách mời thường xuyên của Coast to Coast AM là nhà văn Whitley Strieber đã đưa ra lời nhận xét về phong cách của Noory như sau "Không phải là anh ấy đáng tin hay dễ bị dẫn dắt. Anh ấy sẵn sàng thực hiện những cuộc hành trình đầy trí tuệ kiểu này. Anh ấy sẽ có những vị khách mà bạn nghĩ là hoàn toàn không có cơ sở — chẳng có thứ gì mà họ đang nói là thật — nhưng vào phút cuối chương trình này, bạn sẽ phát hiện ra rằng có một câu hỏi trọng tâm đáng để khám phá đấy".

## Tác phẩm
- Noory, George; Birnes, William (2006). Worker in the Light. New York, NY: Tor Books. tr. 319. ISBN 0765310872. OCLC 71322269.
- Noory, George; Birnes, William (2009). Journey to the Light. New York, NY: Tor Books. tr. 317. ISBN 9780765321039. OCLC 317928896.
- Noory, George; Guiley, Rosemary (2011). Talking to the Dead. New York, NY: Tor Books. tr. 304. ISBN 9780765325389. OCLC 707969668.
- Noory, George; Birnes, William J. (2013). George Noory's Late-Night Snacks. New York, NY: Tor Books. ISBN 9780765314086.
- Noory, George (2016). Night Talk: A Novel. New York, NY: Tor Books. tr. 384. ISBN 9780765378781.